# Aussonce
Aussonce är en kommun i departementet Ardennes i regionen Grand Est (tidigare regionen Champagne-Ardenne) i nordöstra Frankrike. Kommunen ligger  i kantonen Juniville som ligger i arrondissementet Rethel. År 2022 hade Aussonce 232 invånare.

## Befolkningsutveckling
Antalet invånare i kommunen Aussonce
Referens: INSEE